# Antoine Adams
Antoine Adams (Basseterre, San Cristóbal y Nieves, 31 de agosto de 1988) es un atleta sancristobaleño, especialista en la prueba de 4 x 100 m, con la que llegó a ser medallista de bronce mundial en 2011.

## Carrera deportiva
En el Mundial de Daegu 2011 gana la medalla de bronce en los relevos 4 x 100 m, con un tiempo de 38,49 segundos, tras los jamaicanos y británicos, y siendo sus compañeros de equipo: Kim Collins, Jason Rogers y Brijesh Lawrence.